# 奥斯曼—沙特战争
奥斯曼－沙特戰爭（阿拉伯语：‎），又稱為奥斯曼－瓦哈比戰爭（阿拉伯语：‎），是1811年至1818年期間奥斯曼帝國埃及省和第一沙特王國之間的戰爭。最終埃及帕夏（總督）穆罕默德·阿里帕夏在多場戰役中獲勝，並消滅第一沙特王國。

## 背景
瓦哈比派是一個由穆罕默德·伊本·阿卜杜勒·瓦哈比創立的伊斯蘭教原教旨主義教派，曾經與穆罕默德·本·沙特合作展開一場以傳播瓦哈比派學說為手段，以改革伊斯蘭教為目的的運動，並建立德拉伊耶酋長國（第一沙特王國）。在穆罕默德·本·沙特和他的兒子阿卜杜勒-阿齊茲的領導下，第一沙特王國不到60年就成功把勢力範圍從本身的權力基地逐步擴大到幾乎整個阿拉伯半島。
瓦哈比派在1802年進攻什葉派聖地卡爾巴拉，在當地殺害5000人，並在伊瑪目侯賽因聖陵掠奪了很多財產；他們又在1805年佔領聖地麥加和麦地那。此外，瓦哈比派還襲擊奥斯曼帝國的商隊，令奥斯曼帝國的財政狀況受到影響:66。第一沙特王國譴責奥斯曼帝國蘇丹，並質疑蘇丹身為哈里发和漢志聖地監護人的正當性。當時奥斯曼帝國的蘇丹穆斯塔法四世一方面對第一沙特王國感到苦惱，另一方面又不信任雄心勃勃的埃及總督穆罕默德·阿里，於是便唆使穆罕默德·阿里攻打第一沙特王國，因為無論哪一方落敗，得益的都是奥斯曼帝國。

## 經過
穆罕默德·阿里早在1807年12月便接到穆斯塔法四世要求擊潰第一沙特王國的命令，卻因為埃及的政爭而無法專心處理戰務。由他率領的埃及軍隊要到1811年才重新奪回聖城麥加和麥地那的控制權。
不過戰爭並沒有因為埃及軍隊重奪聖城而結束，而是持續到1818年9月第一沙特王國投降為止。穆罕默德·阿里的兒子易卜拉欣帕夏在1817年從父親手上接過了指揮大權，他在和不穩定的阿拉伯部落交往的時候善用外交手腕，向他們贈送奢侈的禮物，並由此獲得他們的支持，在此期間他也深入阿拉伯半島中部，重奪歐奈宰和布賴代這些內陸城鎮。之後大部分主要的阿拉伯部落都已經表示支持易卜拉欣，而易卜拉欣也開始向第一沙特王國的首都德拉伊耶進軍。雖然瓦哈比派的攻擊為他們的行軍帶來困擾，不過他們仍然在1818年4月抵達德拉伊耶。由於埃及軍隊訓練不足的關係，所以戰事一直到當年9月才因為瓦哈比派投降而結束。埃及軍隊更在翌年6月摧毀此前已由其所圍困的德拉伊耶，並在當地各主要城鎮駐軍。第一沙特王國的君主阿卜杜拉·本·沙特後來遣送君士坦丁堡處決。

## 後續
第一沙特王國的政治領袖在投降之後大都獲得赦免，不過宗教領袖卻遭受到極為殘酷的對待——大部分瓦哈比派教士都拒絕在信仰上讓步，而且奥斯曼帝國認為他們會帶來威脅，於是他們處決了這些教士，繼續打壓瓦哈比派。。

## 脚注
1. ↑  陳沫. . . 列國志. 北京: 社會科學文獻出版社. 2011: 39–41. ISBN 978-7-5097-2035-6.
2. ↑  Bowen, Wayne H. . The Greenwood Histories of the Modern Nations. Westport, CN: Greenwood Press. 2008: 153  [2016-11-18]. ISBN 978-0-313-34012-3. OCLC 166388162.
3. 1 2  Marsot, Afaf Lutfi al-Sayyid. .  2. New York: Cambridge University Press. 2007: 66. ISBN 978-0-521-70076-4.
4. 1 2 3 4  Sirriyeh, Elizabeth. . Bulletin (Durham: British Society for Middle Eastern Studies). 1989, 16 (2): 123–132  [2016-11-18]. ISSN 0305-6139. （原始内容存档于2020-05-18）.